# 亞羅瓦比列希納
50°38′31″N 32°24′18″E / 50.64194°N 32.40500°E
亞羅瓦比列希納（烏克蘭語：Ярова Білещина），是烏克蘭的村落，位於該國北部切爾尼戈夫州，由普里盧基區負責管轄，始建於1600年，面積0.43平方公里，海拔高度121米，2001年人口42，人口密度每平方公里98.4人。